# L'Assasymphonie
L'Assasymphonie è una canzone pop-rock francese interpretata dal cantante Florent Mothe. È il terzo singolo del musical Mozart, l'opéra rock, tratto dall'album omonimo in cui è stato pubblicato il 6 aprile 2009.

## Descrizione
Questa canzone narra della gelosia di Salieri, uno dei personaggi dell'opera, nei confronti del suo rivale, Mozart, che riesce in tutto.
Agli NRJ Music Awards 2010, la canzone è stata eletta come brano francese dell'anno 2009. Il cantante Florent Mothe ha vinto un premio grazie a questo brano. Il titolo, in tutto il mondo, ha venduto 75 000 copie.
Il videoclip è stato girato sul set del castello di Champlâtreux .

### Interpretazione del titolo
Assasymphonie è probabilmente una parola composta dai termini francesi assassin ("assassino") e symphonie ("sinfonia"). Questa parola descrive i sentimenti provati dal personaggio Salieri durante questo brano. In effetti Salieri ha un rapporto affettivo ambiguo con Mozart. Ammira il suo talento musicale e il suo carattere libero ed indipendente. Questo tratto del carattere di Mozart è invidiato da Salieri perché la sua posizione sociale non gli permette un comportamento così libertino. Questa parola quindi simboleggia la gelosia provata da Salieri nei confronti di Mozart.

## Classifiche
| Classifica                          | Migliori posizioni |
| ----------------------------------- | ------------------ |
| Belgio Wallonie Ultratip            | 1                  |
| Belgio Wallonie Ultratop 50 Airplay | 18                 |

| Classifica di fine anno (2009) | Posizione |
| ------------------------------ | --------- |
| Belgio (Fr.)                   | 83        |

| Classifica degli album più venduti (2009) | Migliori posizioni |
| ----------------------------------------- | ------------------ |
| Francia                                   | 4                  |